# Allene

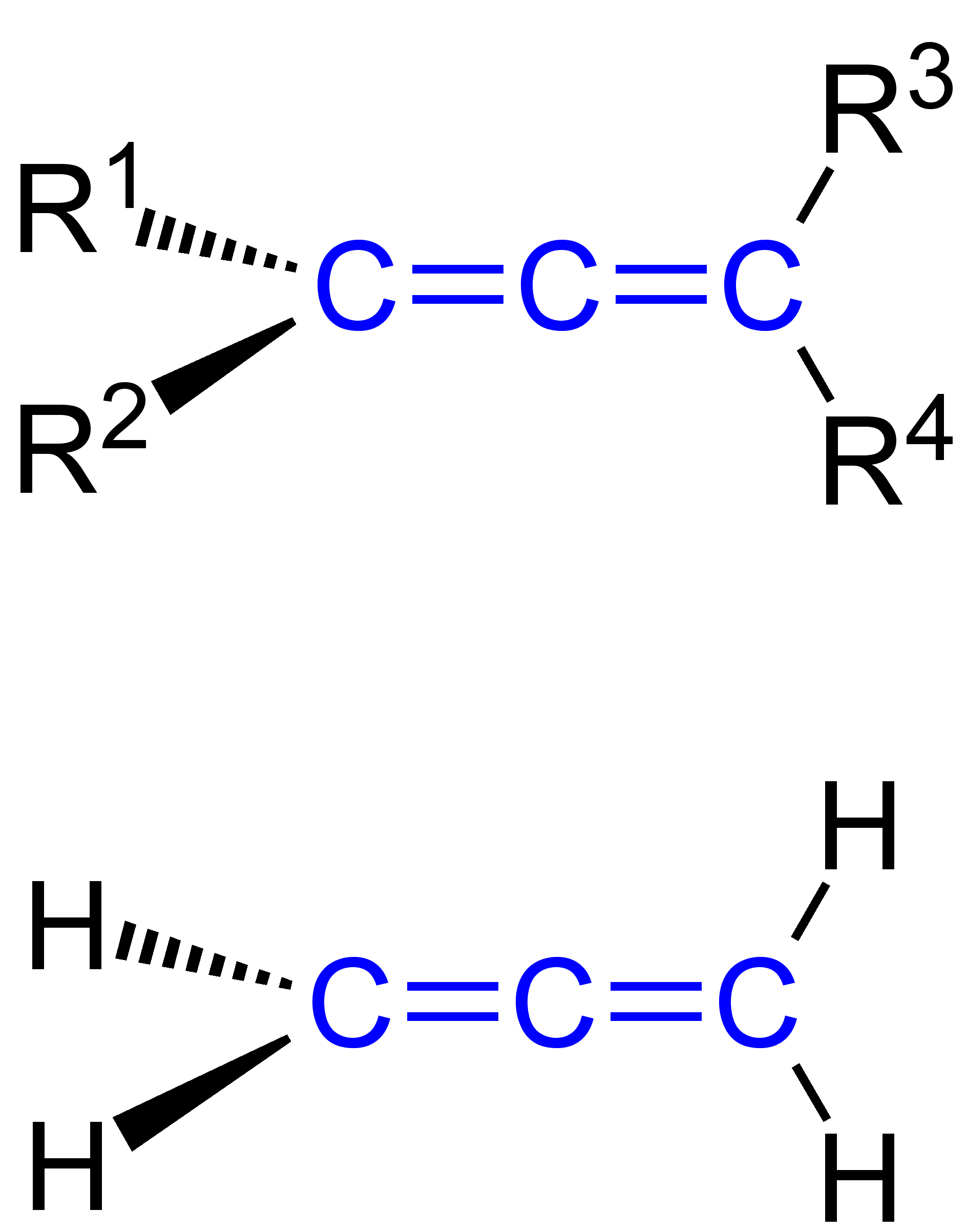
Allgemeine Formel der Allene (oben). Die Reste R^{1} bis R^{4} sind Organyl-Reste (Alkyl-Reste, Aryl-Reste, Alkylaryl-Reste etc.) oder andere Reste (z. B. Halogene) die gleich oder verschieden sein können. Propadien (unten), ist die Stammverbindung der Allene. Die Allengruppe ist blau markiert.

Als Allene (Betonung auf der zweiten Silbe) bezeichnet man eine Stoffgruppe in der organischen Chemie, deren Mitglieder sich durch die Abfolge ihrer Kohlenstoff-Kohlenstoff-Verknüpfung auszeichnet: sie haben zwei direkt benachbarte, also kumulierte Doppelbindungen.  Somit enthalten sie das Strukturelement C=C=C. Der einfachste Vertreter der Allene ist das Propadien.
Ob die Allene zu der Stoffgruppe der Kumulene hinzuzurechnen sind, wird in der Fachliteratur kontrovers diskutiert. Der Römpp bejaht dies, das Gold Book dagegen definiert die Kumulene als Verbindungen mit einer Abfolge von mindestens drei kumulierten Doppelbindungen und schließt damit die Allene von den Kumulenen aus.

## Struktur
Die C=C=C-Gruppe ist linear aufgebaut, das mittlere Kohlenstoffatom ist sp-hybridisiert. Die randständigen C-Atome sind sp2-hybridisiert.
Die Substituenten von Allenen bzw. Kumulenen mit einer geraden Anzahl an kumulierten Doppelbindungen liegen nicht in einer Ebene, sondern sind um 90° zueinander gedreht. Daraus folgt, dass die Moleküle eine axiale Chiralität aufweisen können, unter den Bedingungen R1≠R2 und R3≠R4. Einzelne Isomere können durch stereoselektive Synthesestrategien gezielt synthetisiert oder aus dem Gemisch durch geeignete Methoden isoliert werden. Die Bestimmung der absoluten Konfiguration eines Isomers erfolgt nach dem Cahn-Ingold-Prelog-System. Zur Kennzeichnung werden entweder die stereochemischen Deskriptoren Ra und Sa oder die Plus (P)- / Minus (M)-Notation verwendet.

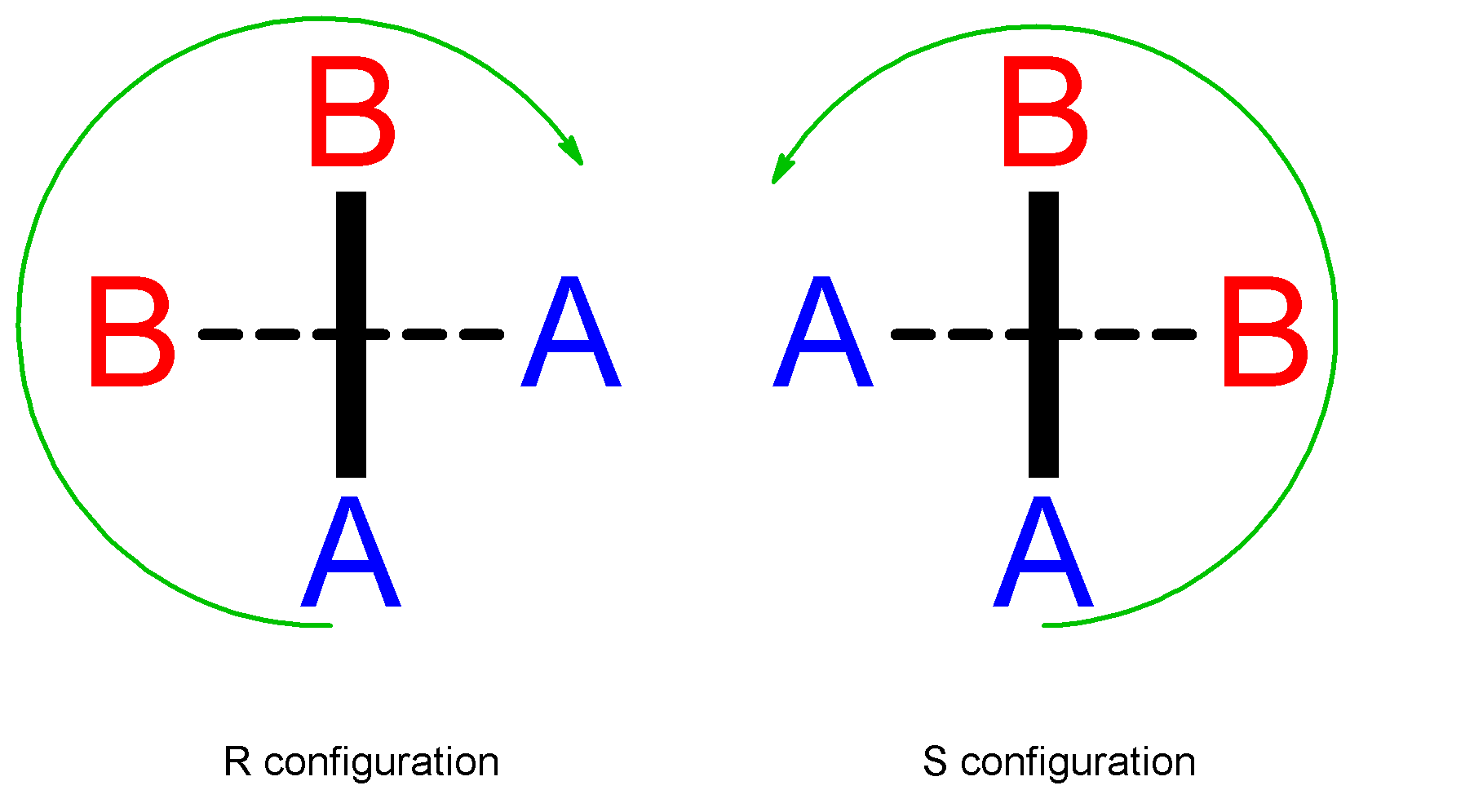
Newman-Projektion: Bestimmung der Konfiguration von axial-chiralen Allenen mit zwei verschiedenen Resten A und B an den endständigen sp^{2}-hybridisierten Kohlenstoffatomen

## Vorkommen
Substanzen mit Allen-Struktur kommen als Naturstoffe vor, so z. B. im Peridinin, einem in Dinoflagellaten vorkommenden Carotinoid. Methyltetradeca-2,4,5-trienoat, das Pheromon des männlichen Speisebohnenkäfers (Acanthoscelides obtectus) hat ebenfalls eine Allen-Einheit. Auch cyclische Allene sind aus der Natur bekannt.

## Synthese
Im Labor können Allene auf unterschiedlichen Wegen dargestellt werden.
- Eine Möglichkeit hierzu ist die konjugierte 1,6-Addition an Enine.[8]
- Auch die Reduktion von Propargylhalogeniden oder -acetalen führt zu Allenen.[9]
- Crabbé-Allensynthese von endständigen Alkinen mit Formaldehyd und Kupfer(I)-bromid unter Basenzusatz.[10]
- Aus geminalen Dihalocyclopropanen kann mittels Organolithiumbasen ein Carben erhalten werden, das nach einer Skattebøl-Umlagerung zu Allenen führt.[11]

- Als Wittig-Reaktion von Triphenylphosphit mit einem Säurehalogenid, mit anschließender Dehydrohalogenierung.[12]
- Die Dehalogenierung von 2,3-Dihalogenpropenen mit Zink liefert ebenfalls Allene.[13]
- Die Grundverbindung Propadien kann beispielsweise durch Dehydrohalogenierung von 2,3-Dichlorpropen mit Zink hergestellt werden.[14]

## Eigenschaften
Ein Vergleich der relativen Stabilität zeigt, dass konjugierte Diene stabiler als isolierte Diene und jene stabiler als Allene sind.